# Шварц, Игорь Владимирович
Игорь Владимирович Шварц (род. 10 июля 1963, Москва) — советский спортсмен по современному пятиборью, мастер спорта, мастер спорта международного класса, Заслуженный мастер спорта СССР по современному пятиборью (1985). Чемпион СССР (1985, 1987). Чемпион мира в команде и бронзовый призёр в личном зачете (1985), серебряный призёр (1987) в команде. Неоднократный чемпион мира среди юниоров в личном и командном первенстве. Серебряный призёр Спартакиады народов СССР (1986) в командном первенстве. Участник Чемпионата мира 1986 года. Кандидат в олимпийскую команду СССР по современному пятиборью (1988).

## Биография
Шварц Игорь Владимирович родился (16 июня 1963) года в Москве. До 16 лет занимался плаванием, выполнил норматив кандидата в мастера спорта.
Выступал за «Буревестник» (Москва), «Динамо» (Московская область). Член сборной команды СССР с 1982 по 1990 годы.
- Чемпион мира среди юниоров в личном и командном первенстве 1982—1984 годы.
- Неоднократно занимал призовые места на Всесоюзных и международных соревнованиях.

Старший тренер женской сборной команды России по современному пятиборью с 1992 по 1994 годы.

## Достижения
- Кандидат в мастера спорта СССР по плаванию.
- Мастер спорта СССР по современному пятиборью.
- Мастер спорта СССР международного класса по современному пятиборью.
- Заслуженный мастер спорта СССР по современному пятиборью